# Haynes (Észak-Dakota)
Haynes város az USA Észak-Dakota államában,  Adams megyében. Lakosainak száma 15 fő (2020. április 1.).

## Népesség
A település népességének változása:

| 2010 | 23 |
| 2020 | 15 |